# Hồ Văn Kỳ Thoại
Hồ Văn Kỳ Thoại (1933 - 2022), nguyên là một tướng lĩnh Hải Quân của Quân lực Việt Nam Cộng hòa, Hải hàm Phó Đề đốc, cấp bậc Chuẩn tướng. Ông xuất thân từ những khóa đầu tiên tại trường Sĩ quan Hải quân Nha Trang. Thời gian tại ngũ ông đã phục vụ trong Quân chủng Hải quân từ một sĩ quan với chức vụ nhỏ nhất cho đến sau cùng là Tư lệnh của một Hải khu (Vùng Duyên hải).
Ông là con trai trưởng của Dân biểu Hồ Văn Kỳ Trân, Tổng biên tập của Nam Kỳ tuần báo và Đại Việt Tập chí, cháu nội đích tôn của nhà văn Hồ Biểu Chánh. 

## Tiểu sử & Binh nghiệp
Ông sinh vào tháng 11 năm 1933 trong một gia đình khá giả tại Ô Môn, Cần Thơ, miền Tây Nam phần Việt Nam. Dòng họ của ông là một Gia tộc khoa bảng trí thức, có nhiều thành viên là quan chức trong chế độ Việt Nam Cộng hòa và thời kỳ trước đó. Thời niên thiếu ông được học ở các trường chuyên về giáo trình Pháp như trường Tiểu học Tư thục Larègnère ở Cần Thơ. Năm 1946, khi học lên trên, ông được gia đình cho đi học ở trường Trung học Chasseloup Laubat, Sài Gòn. Đến năm 1952 ông học năm cuối cùng hệ Phổ thông ở trường Trung học Lycée Yersin, Đà Lạt. một năm sau, ông tốt nghiệp với văn bằng Tú tài toàn phần (Part II).

### Quân đội Quốc gia Việt Nam
Đầu năm 1954, Thi hành lệnh động viên, ông nhập ngũ vào Quân đội Quốc gia, mang số quân: 53/700.008. Trúng tuyển theo học khóa 4 (Đệ nhất Bắc giải) tại trường Sĩ quan Hải quân Nha Trang, khai giảng tháng 2 năm 1954 với 15 khóa sinh (12 khóa sinh ngành chỉ huy và 3 khóa sinh ngành cơ khí). Tháng 12 năm 1954 mãn khóa tốt nghiệp với cấp bậc Hải quân Thiếu úy ngành chỉ huy. Ra trường ông được điều đi phục vụ trên Hộ tống hạm Glaive của Hải quân Pháp do Hải quân Đại úy Jacques Gauthier làm Hạm trưởng.

### Quân đội Việt Nam Cộng hòa
Trung tuần tháng 9 năm 1955, ông tham gia chiến dịch Hoàng Diệu và được tuyên dương công trạng trước quân đội và được ân thưởng Anh dũng Bội tinh với nhành Dương liễu, chiến dịch này kết thúc ngày 21 tháng 10 cùng năm. Năm 1956, sau một thời gian Quân đội Quốc gia đổi tên thành Quân đội Việt Nam Cộng hòa, ông được cử giữ chức vụ Trưởng phòng Truyền tin đầu tiên của Bộ tư lệnh Hải quân. Cùng năm, ông được cử làm Sĩ quan Tuỳ viên cho Tổng thống Ngô Đình Diệm. Cuối năm, ông được thăng cấp Hải quân Trung úy. Tháng 9 năm 1957, được đi du học khóa General Line của US.Naval Postgraduate School, tại Monterey, và khóa Instructor tại San Diego, California, Hoa Kỳ. Tháng 9 năm 1958 mãn khóa về nước, ông được cử làm Chỉ huy trưởng Trung tâm Huấn luyện Bổ túc Hải quân thay thế Hải quân Trung úy Vũ Xuân An. Tháng 8 năm 1959, ông được chuyển lên Bộ tư lệnh Hải quân giữ chức vụ Trưởng phòng Nhân viên & Hành chính.
Giữa năm 1960, ông được thăng cấp Hải quân Đại úy và được cử giữ chức vụ Hạm trưởng Hộ tống hạm Tụy Động HQ-4, dưới sự chỉ huy của Thiếu tá Khương Hữu Bá, Tư lệnh Hạm đội. Đầu năm 1962, tái nhiệm chức vụ Trưởng phòng Nhân viên & Hành chính Bộ Tư lệnh Hải quân hoán chuyển với Hải quân Đại úy Nguyễn Xuân Sơn về làm Hạm trưởng Hộ tống hạm Tụy Động HQ-4 và cùng thời điểm này ông được thăng cấp Hải quân Thiếu tá. Cùng năm ông được cử đi du học khóa cao cấp đặc biệt Quản trị Nhân viên tại Ngũ giác đài ở Washington DC trong vòng 3 tháng.
Cuối năm 1963, sau cuộc đảo chính Tổng thống Ngô Đình Diệm (1 tháng 11). Ngày 7 tháng 11, ông được chỉ định làm Chỉ huy trưởng căn cứ Hải quân Nha Trang và Duyên khu 2. Đầu năm 1965, ông được bổ nhiệm làm Chỉ huy trưởng Vùng II Duyên hải tại Nha Trang thay thế Hải quân Trung tá Khương Hữu Bá. Tháng 2 cùng năm, ông chỉ huy cuộc Hành quân Vũng Rô, Phú Yên. Đầu năm 1966, ông được thăng cấp Hải quân Trung tá và được cử giữ chức vụ Chỉ huy trưởng Sở Phòng vệ Duyên hải.
Cuối năm 1969, ông nhận lệnh bàn giao chức vụ Chỉ huy trưởng Sở Phòng vệ lại cho Hải quân Đại tá Nguyễn Viết Tân. Đầu năm 1970, ông được thăng cấp Hải quân Đại tá, và được bổ nhiệm làm Tư lệnh Hải quân Vùng I Duyên hải (Hải khu I) kiêm Tư lệnh Liên đoàn Đặc nhiệm 213 tại Đà Nẵng. Ngày Quốc khánh 1 tháng 11 năm 1972, ông được thăng cấp Chuẩn tướng, Hải hàm Phó Đề đốc tại nhiệm.
Ngày 19 tháng 1 năm 1974, thừa lệnh Tổng thống Nguyễn Văn Thiệu, ông ra lệnh cho Lực lượng Hải quân thuộc quyền khai hỏa tấn công Hải quân Trung quốc để bảo vệ chủ quyền của Việt nam trên Quần đảo Hoàng Sa. Tuy nhiên, lệnh này đã bị bỏ ngỏ và cuộc phản công không được triển khai, khiến Việt Nam bị chiếm phần lớn quần đảo.

## 1975
Ngày 31 tháng 3, ông kiêm thêm chức vụ Tư lệnh các Lực lượng Hải quân yểm trợ chiến trường Quy Nhơn.
Đêm 29 tháng 4, từ Vũng Tàu di tản ra khơi trên Cơ xưởng hạm Vĩnh Long HQ-802. Sau đó, ông sang định cư tại Tiểu bang Virginia, Hoa Kỳ.
Ông qua đời tại Houston, Texas vào ngày 20 tháng 12 năm 2022, hưởng thọ 89 tuổi.

## Huy chương
-Bảo quốc Huân chương đệ tứ đẳng
-Hải quân Huân chương đệ nhất đẳng
-Biệt công Bội tinh
-Năm Anh dũng Bội tinh với nhành dương liễu
-Ba Anh dũng Bội tinh với ngôi sao vàng, bạc và đồng
-Hải dũng Bội tinh với mỏ neo vàng
-Hai Huy chương Bronze Star with Combat V (HQ Hoa Kỳ)
-Huy chương Navy Commendation Medal (HQ Hoa Kỳ)

## Bằng cấp Quân sự
-General Line, US Naval Postgraduate School Monterey, Califfornia
-Senior Naval Personel Management, US Department of the Navy
-Nhảy dù của Lực lượng Đặc biệt Việt Nam Cộng hòa
-Nhảy dù của Lực lượng Đặc biệt Hoa Kỳ
-Nhảy dù của Binh chủng Nhảy dù Việt Nam Cộng hòa
-Nhảy dù của Hải quân Hoa Kỳ.

## Gia tộc và Gia đình
- Tổ phụ: Cụ Hồ Văn Trung (Nguyên là quan Đốc phủ sứ và là nhà văn nổi tiếng ở miền Nam với bút hiệu Hồ Biểu Chánh).
- Thân phụ: Cụ Hồ Văn Kỳ Trân (Nguyên là Giáo sư, Dân biểu Quốc hội thời Đệ nhất Cộng hòa)
- Thân mẫu: Cụ Liễu Cẩm Hồng.
- Thúc phụ:
-Ông Hồ Văn Di Thuấn (nguyên Khu Trưởng Quan thuế Thương Cảng Sài Gòn, với cấp bật Thanh Tra, kiêm Hội Trưởng đội Túc Cầu Quan Thuế 1961-1963).
-Ông Hồ Văn Di Hinh[9] (em song sinh với ông Hồ Văn Di Thuấn)
-Ông Hồ Văn Ứng Kiệt (Nguyên Đại úy Không quân, tử trận được truy thăng Thiếu tá, phi đội trưởng, thuộc phi đoàn Thần Phong).
- Bào đệ: Ông Hồ Văn Kỳ Tường (Nguyên Hải quân Thiếu tá Hạm phó Tuần dương Hạm Trần Bình Trọng HQ-5, Chỉ huy trưởng Hải khu Đà Nẵng).